# Isola Kanu
Kanu (in aleutino Yunax) è un'isola disabitata delle isole Andreanof, nell'arcipelago delle Aleutine, e appartiene all'Alaska (USA). Si trova tra Great Sitkin e Umak, a ovest di Tagadak.
Registrata con il nome di Yunakh dal capitano Teben'kov nel 1852, e diventata poi Unak (in aleutino unak significa "ferito"), il nome fu cambiato dall'Istituto idrografico della US Navy nel 1936, invertendone la lettura (da unak a kanu) per ovviare alla possibilità di fraintendimento, in caso di richieste di soccorso, con le vicine isole di Ulak e Umak.